# Philodromus multispinus
Philodromus multispinus es una especie de araña cangrejo del género Philodromus, familia Philodromidae. Fue descrita científicamente por Caporiacco en 1933.

## Distribución
Esta especie se encuentra en Libia.